# Диксон, Джозеф Мур
Джозеф Мур Диксон (31 июля 1867, Сноу-Камп, Северная Каролина — 22 мая 1934, Мизула, штат Монтана) — американский политик-республиканец из штата Монтана. Он был представителем, сенатором и седьмым губернатором штата Монтана. Будучи бизнесменом и модернизатором, Диксон был лидером Прогрессивного движения в Монтане и на национальном уровне. Он был национальным председателем Теодора Рузвельта, баллотировавшегося на пост президента в качестве кандидата от Прогрессивной партии в 1912 году.
Его губернаторский срок, 1921–1925 годы, был неудачным, поскольку серьёзные экономические трудности ограничивали возможности правительства штата, а его главный противник — компания Anaconda Copper — мобилизовала свои ресурсы, чтобы помешать реформам.

## Ранняя жизнь
Родился в Сноу-Кампе, Северная Каролина, в семье квакеров, Флоры Аделины (Мерчисон) и Хью У. Диксона. Его отец владел фермой и небольшой фабрикой. Диксон учился в квакерских колледжах Эрлхэм-колледже в Индиане и Гилфорд-колледже в Северной Каролине, которые окончил в 1889 году. Он преуспел в изучении истории, дебатах и ораторском искусстве. В 1891 году Диксон переехал в приграничный город Мизула, штат Монтана, где изучал право и в 1892 году был принят в коллегию адвокатов.

## Начало карьеры
Диксон занимал должность помощника прокурора округа Мизула в 1893—1895 годах и прокурора в 1895—1897 годах. В 1900 году он работал в Палате представителей штата Монтана. В 1896 году он женился на Кэролайн М. Уорден, дочери известного бизнесмена из Мизулы Фрэнсиса Лаймана Уордена. У них было семеро детей: Вирджиния, Флоренс, Дороти, Бетти, Мэри Джо, Пегги и Фрэнк. Фрэнк умер вскоре после рождения. Диксон разбогател благодаря своей юридической практике и инвестициям в недвижимость; для продвижения своих политических амбиций в 1900 году он купил газету из Мизулы, Missoulian.

## Политическая карьера
Диксон воспользовался внутренними разногласиями между соперничающими фракциями Демократической партии, чтобы быстро подняться по карьерной лестнице в политике. В 1902 и 1904 годах он победил на выборах в Конгресс, а в 1907 году законодательное собрание Монтаны избрало его в Сенат США. Он стал ярым поклонником президента Теодора Рузвельта и примкнул к прогрессивному крылу партии, борясь с консерваторами. В 1912 году он безуспешно баллотировался на переизбрание, но в том же году был руководителем предвыборной кампании Рузвельта и председателем Национального прогрессивного съезда, на котором Рузвельт был выдвинут от Прогрессивной партии («Бык-Лось») в качестве кандидата от третьей партии, поскольку Республиканская партия раскололась на прогрессистов и консерваторов. Демократ Вудро Вильсон одержал убедительную победу.
Уйдя с поста, Диксон вернулся в Монтану, чтобы присматривать за своими газетами и бороться с Объединённой медной компанией, которая доминировала в обеих политических партиях благодаря своим коррупционным тратам. Он вернулся в Республиканскую партию. В конце концов он продал свои газеты, и их приобрела Объединённая компания. В 1920 году Диксон баллотировался на пост губернатора Монтаны, и после волнений среди фермеров, которые ослабили медную компанию, Диксон был избран губернатором от Республиканской партии, победив кандидата от Демократической партии Бертона К. Уилера. Хотя у Диксона было много предложений по реформированию, он не смог их реализовать из-за серьёзной экономической депрессии в штате и систематического противодействия Anaconda Copper. В 1924 году он потерпел поражение на перевыборах от Джона Э. Эриксона, а в 1928 году — на выборах в Сенат, уступив своему бывшему противнику Уилеру на всеобщих выборах.
В 1929 году был назначен первым помощником министра внутренних дел и занимал эту должность до 1933 года. В 1930 году он участвовал в проекте по развитию гидроэнергетики в индейской резервации Флэтхед, а вместе с ним и в создании сложной системы прав на воду в резервации.
Умер в Мизуле 22 мая 1934 года из-за проблем с сердцем. Похоронен на кладбище Мизула в Мизуле, штат Монтана.